# Piazza Indipendenza (Sienne)

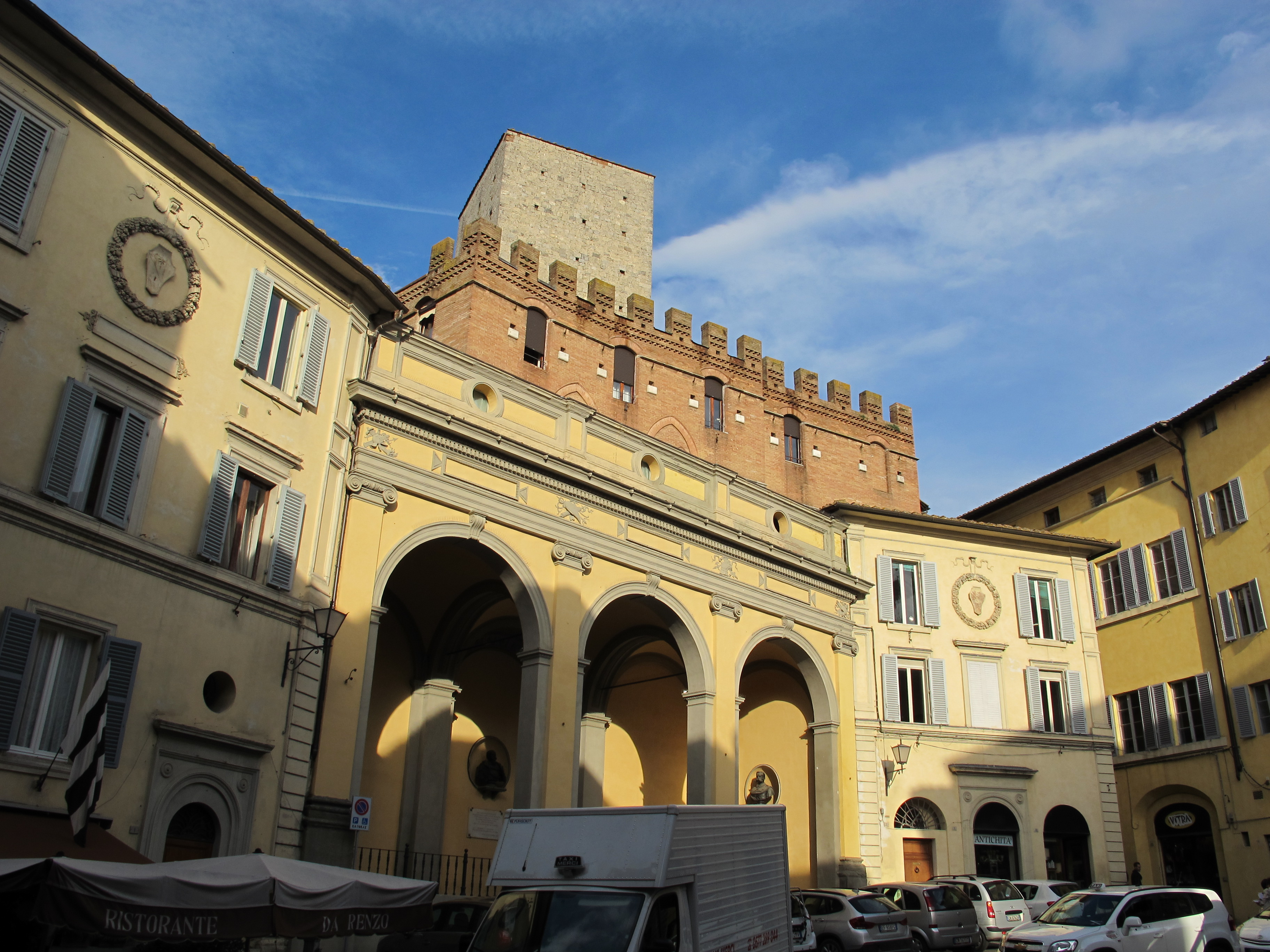
La face concave de la place.

La Piazza Indipendenza  est une place du Terzo di Camollia du centre historique de Sienne où la via dei Termini rejoint la via delle Terme.
La loggia du palazzo Ballati,  entre deux édifices urbains, occupe la face concave nord-est de la place surmontée d'un monument  médiéval crénelé en brique, avec la tour de pierre dite  Torre dell Orsa.